# Giria laportei
Giria laportei är en fjärilsart som beskrevs av Pierre Joseph Pelletier 1977. Giria laportei ingår i släktet Giria och familjen nattflyn. Inga underarter finns listade i Catalogue of Life.